# Francisco Prada Carrera
Dom Francisco Prada Carrera, CFM, (Priaranza del Bierzo, 27 de julho de 1893 – 17 de junho de  1995), foi um religioso claretiano e primeiro bispo da Diocese de Uruaçu, em Goiás. Para homenagear o Bispo, a cidade de Uruaçu tem o Museu Dom Prada Carrera, um espaço que conta a história da cidade de Uruaçu e a do Bispo Dom Prada Carrera.[carece de fontes?]
Dom Francisco foi ordenado padre no dia 2 de junho de 1917, em Santo Domingo de la Calzada, Espanha. Recebeu a ordenação episcopal no dia 20 de outubro de 1946, das mãos de Dom Carlos Carmelo de Vasconcelos Motta, Dom Ático Eusébio da Rocha e Dom José Selva, SDB.

## Produção literária
Dom Francisco dedicou-se à vida literária em sua diversas formas, foi ensaísta, pesquisador, memorialista, conferencista, orador, poeta, cronista, contista. Foi colunista no jornal Voz de Tocantins.
Destacam-se algumas de suas obras:
- Luz sobre muquém (Memória da Prelazia de São José do Alto Tocantins);
- Migalhas (Dados sobre a Prelazia de São José do Alto Tocantins);
- Nas pegadas do Pai;
- Reminiscências de um bispo missionário;
- Dom Emanuel Gomes de Oliveira, prefácio de Primo Neves da Mota Vieira.

## Atividades durante o episcopado
Bispo Prelado da Prelazia de São José do Alto Tocantins (1946 - 1957), Bispo da Diocese de Uruaçu (1957 - 1976).
Foi um dos mais longevos bispos do Brasil, e faleceu aos 101 anos. Mereceu uma referência especial no discurso do Papa João Paulo II em Goiânia, em 1991: No mais idoso dos bispos do Brasil, Dom Francisco Prada Carrera, cujos 98 anos de idade não o impediram de acolher-me no aeroporto da cidade, expresso meu afeto pelos pastores desta terra.
Renunciou ao munus episcopal no dia 25 de fevereiro de 1976.

## Ordenações episcopais
Dom Francisco Prada Carrera foi concelebrante da ordenação episcopal de:
- Dom Geraldo Fernandes Bijos, CMF;
- Dom José da Silva Chaves.